# Wyjec czarny
Wyjec czarny (Alouatta caraya) – gatunek ssaka naczelnego z podrodziny wyjców (Alouattinae) w obrębie rodziny czepiakowatych (Atelidae) występujący w lasach tropikalnych Ameryki Południowej.

## Taksonomia
Gatunek po raz pierwszy zgodnie z zasadami nazewnictwa binominalnego opisał w 1812 roku niemiecki przyrodnik Alexander von Humboldt, nadając mu nazwę Simia caraya. Miejsce typowe to Paragwaj (fr. Habite le Paraguay).
Badania oparte na genetyce molekularnej wykazały, że gatunek ten jest taksonem siostrzanym w stosunku do amazońskich „czerwonych wyjców” (A. seniculus, A. sara i A. macconnelli); ich drogi rozeszły się około 4 miliony lat temu. Gatunek ten krzyżuje się z A. guariba w pewnych wąskich strefach wspólnego zasięgu występowania w północno-wschodniej Argentynie (Misiones) i południowej Brazylii (Parana i Rio Grande do Sul). W 1998 roku Anthony Rylands i Douglas Brandon-Jones zasugerowali, że holotypem jest wypchany samiec (sygnatura MNHN-ZM-2011-158) ze zbiorów Muzeum Historii Naturalnej w Paryżu, na podstawie którego w 1812 roku francuski przyrodnik Étienne Geoffroy Saint-Hilaire ukuł nazwę Stentor niger, jednak w 2015 roku Liliana Cortés-Ortiz, Rylands i Russell Mittermeier wykazali, że nie zachował się żaden okaz typowy.
Autorzy Illustrated Checklist of the Mammals of the World uznają ten takson za gatunek monotypowy.

### Etymologia
- Alouatta: lokalna, karaibska nazwa arawata dla wyjców[12].
- caraya: Carajá, tubylcza ludność z doliny rzeki Araguaia (środkowo-wschodnia Brazylia)[1].

## Zasięg występowania
Wyjec czarny występuje w środkowej Brazylii, północnej Argentynie, wschodnim Paragwaju i wschodniej oraz południowo-wschodniej Boliwii; być może również w północno-zachodnim Urugwaju.

## Morfologia
Długość ciała samic około 50 cm, samców 60–65 cm, długość ogona samic 54,5–60 cm, samców 60–65 cm; masa ciała samic 3,6–6,5 kg, samców 5,3–9,6 kg. Występuje wyraźny dymorfizm płciowy. Samce mają czarną sierść i są większe od oliwkowożółtych samic. Futro obu płci jest długie i gęste. Posiadają chwytny ogon, a także worki rezonansowe, pozwalające im wydawać charakterystyczne dla wyjców odgłosy – ryki i wycia.

## Tryb życia
Wyjec czarny prowadzi dzienny tryb życia. Żyje w stadach, składających się z 5–30, zwykle 5–8 osobników. Większość czasu spędza w koronach drzew.
Samica rodzi jedno młode po ciąży trwającej 180–194 dni. Ubarwienie młodego jest podobne do ubarwienia samicy.

## Status zagrożenia
W Czerwonej księdze gatunków zagrożonych Międzynarodowej Unii Ochrony Przyrody i Jej Zasobów został zaliczony do kategorii NT (ang. near threatened ‘bliski zagrożenia’).